# 广岳铁路
广岳铁路全稱廣漢—岳家山鐵路，是中華人民共和國一條從四川省广汉市通往什邡市的支线铁路。全长66.3公里。亦为岳家山磷矿外运、什邡山区乡镇连接外界的交通干道。共有车站11个。是一条地方铁路支线。自1959年10月动工修建，并于1976年全线贯通。

## 历史
1959年10月，四川省温江地区开始动工修建从广汉县至三河的铁路。该铁路指挥部随即从广汉、什邡、大邑、新津及郫县征调劳工修筑轨道。铁道主管机关参与了投资并提供了钢轨等建筑材料:14-7—14-8，而铁二院、成都铁路工程学校、成都铁路局则参与了铁道的设计:68，广汉至雪门寺站路段亦于当年年底铺设完毕:14-8，后于1963年正式通车:67-68。
1964年，四川省地方铁路局、化学工业厅投资将铁路从窄轨改为标准轨距，并将原有的木便桥改造为正式的桥梁，此后铁路亦开通了客运列车:14-8，并于1966年9月通车至木瓜坪站:69。1974年，金河磷矿开始投资，以将铁路线延伸至岳家山站，该路段最终于1976年通车:14-8。
1999年8月，因特大泥石流掩盖岳家山站，致使车站封闭，相邻的木瓜坪站便成了广岳铁路的终点站，后者则曾在2008年汶川大地震中严重受损。截止当年5月19日，永兴-雪门寺段仍在抢修。震后32天，至木瓜坪站修复通车。木瓜坪至岳家山段遭巨型滑坡与堰塞湖破坏。
2014年，广岳铁路已无客运列车开行，只有4趟货运班列，并且铁路止于穿心店站。

## 线路
铁路沿广青公路（G93至洛水镇段又称北京大道）宏达立交以西路段通往木瓜坪。这一段的广青公路原为建设铁路而修的简易公路，经过多次升级改造后也成了什邡出外的主要通道之一。最小曲线半径250米，最大坡度千分之18。
木瓜坪隧道有1公里多长，而马槽沟隧道则有2公里左右。